# Grzebielin
Grzebielin – osada w Polsce położona w województwie dolnośląskim, w powiecie milickim, w gminie Cieszków. Miejscowość wchodziła w skład sołectwa Słabocin. Od roku 2016 Grzebielin stanowi wyodrębnione sołectwo.
W latach 1975–1998 miejscowość administracyjnie należała do województwa wrocławskiego.

## Nazwa
W księdze łacińskiej Liber fundationis episcopatus Vratislaviensis (pol. Księga uposażeń biskupstwa wrocławskiego) spisanej za czasów biskupa Henryka z Wierzbna w latach 1295–1305 miejscowość wymieniona jest w zlatynizownej formie Grebelino villa.